# Mina de Canal Caveira

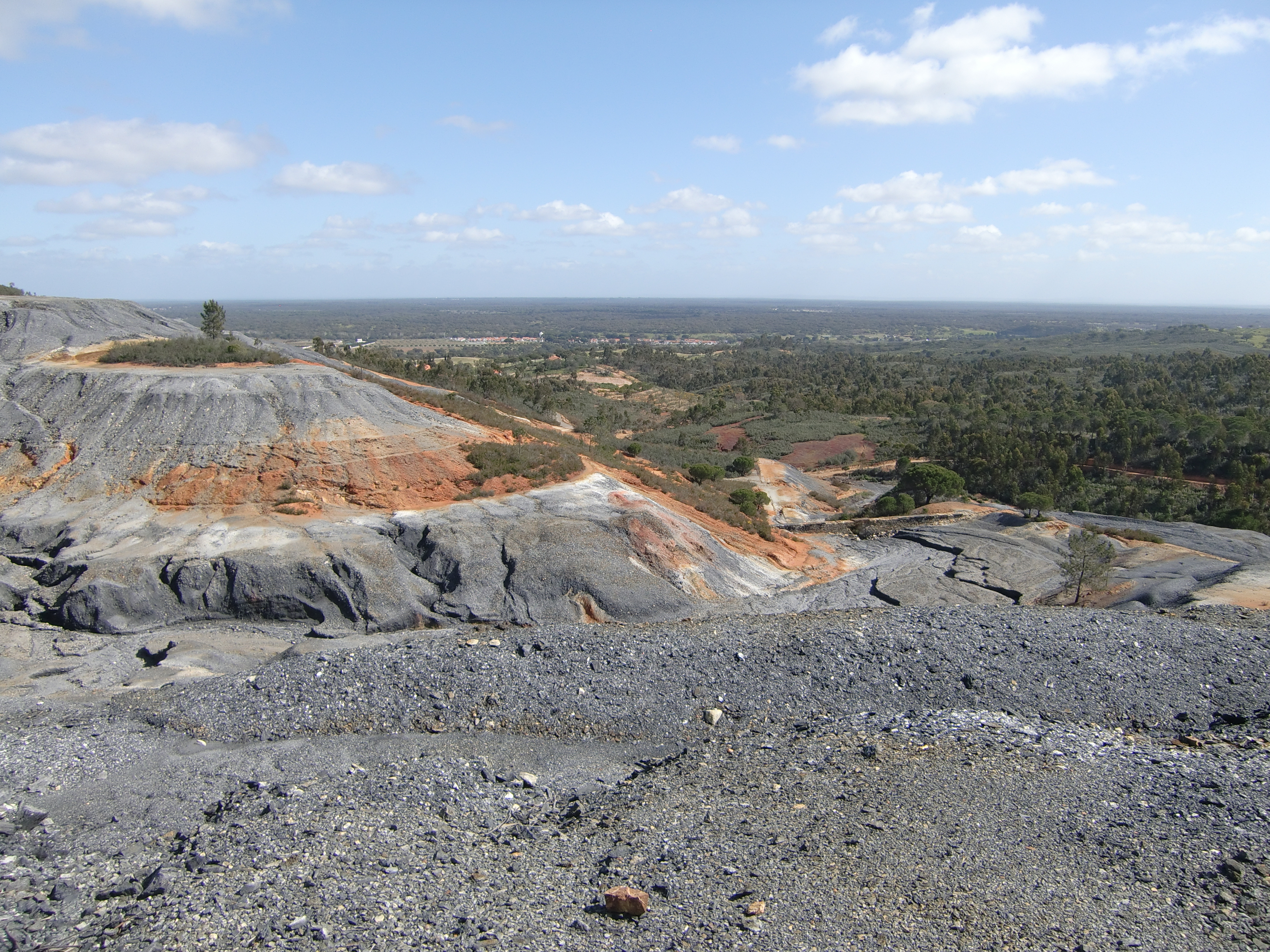
Das verbrannte Gestein der Halde von Minas da Caveira

Die Mina de Canal Caveira ist eine überaltete Bezeichnung für 'Minas da Caveira', ein stillgelegter Minenbetrieb in 'Serra da Caveira' (Teil der Bergkette 'Serra de Grândola') im Landkreis von Grândola im Alentejo/Portugal bei dem Ort Canal Caveira. Im Jahre 1863 offiziell eröffnet, wurde die Mine im Jahre 1966 endgültig geschlossen. Sie gehört zu einer von 4 stillgelegten portugiesischen Minen im Pyritgürtel der südiberischen Halbinsel. In diesen Minen wurde Kupfer, Gold, Silber und Pyrit gefördert.  Das Vorkommen lieferte auch Copiapit, Chalkopyrit, Goethit, Eisenvitriol, Quarz, Galenit und Sphalerit.

## Geschichte

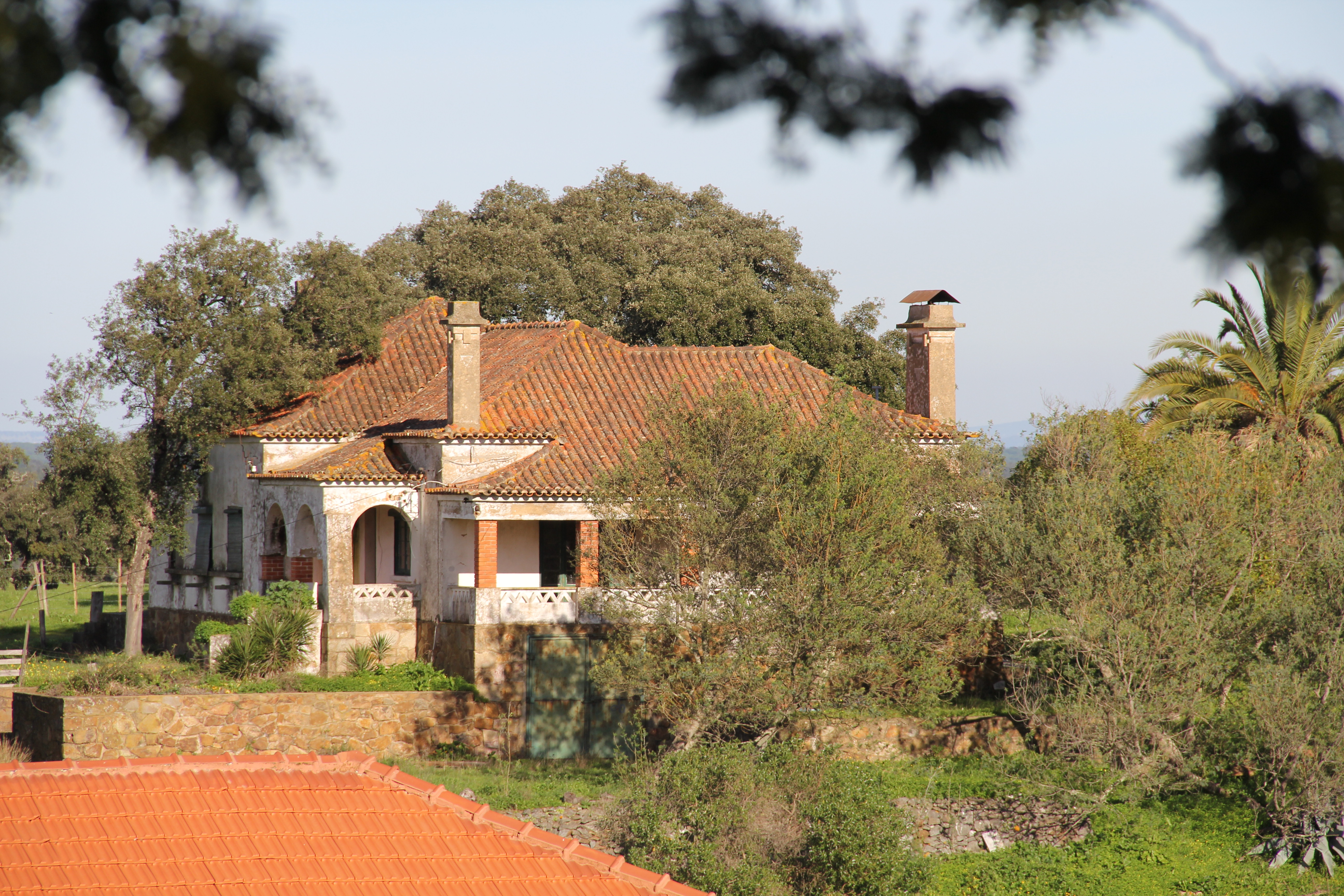
Villa Mastim oder das alte Haus vom leitenden Ingenieur von Minas da Caveira

Historisch wurde die Mine bereits unter den Römern betrieben, die hier Gold, Silber und im Wesentlichen Kupfer für Miróbriga bei Santiago do Cacém förderten [Einzelnachweis erforderlich!]. In der Neuzeit wurden im Jahre 1854 umfangreiche Spuren der Tätigkeit der Römer und des 'Eisernen Helms' (die lokale Bezeichnung der eisenhaltigen Gesteine im Erdboden der Mine) durch Ernest Delegny gefunden. Mit der Bergbaukonzession von 1863 erfolgte zunächst die Erforschung des Oberflächenteils der Sulfidmassen. Im Jahre 1880 begann aufgrund der spontanen Verbrennung der Pyrithaufen ein dreijähriger Brand. Mit der Reaktivierung der Bergbautätigkeit wurde es notwendig, in den umliegenden Hügeln einen Damm für einen Wasservorrat zu errichten, das auch für die Erhaltung des natürlichen Lebens, der Fauna und Flora erforderlich war. Die Mine besteht aus drei Lagerstätten, die durch Massen von sterilem Material getrennt sind. Aufgrund dieser Konfiguration wurde Ende des 19. Jahrhunderts beschlossen, die Bemühungen auf die unterirdische Exploration zu konzentrieren. Bis im Jahre 1919 wurde der Minenbetrieb auf unregelmäßiger Weise aufrechterhalten.
Ab dem Jahr 1936 erkundete das Unternehmen 'Mines et Industries' die Minen von 'Serra da Caveira' zur Herstellung von Schwefel und Schwefelsäure. Die Minas da Caveira wurde dann mit mehreren neuen Gebäuden angereichert, darunter der 'Palácio da Mina' (der kleine Palast als Wohnsitz der Mineneigentümer), die Residenz des Direktors (im Jahre 2003 durch einen Großbrand völlig zerstört) und das Haus von leitenden Ingenieur (trägt heute den Namen Villa Mastim), dessen Entwurf aufgrund der besonderen Merkmale seiner Architektur dem berühmten Architekten Raul Lino da Silva (1879–1974) zugeschrieben wird.

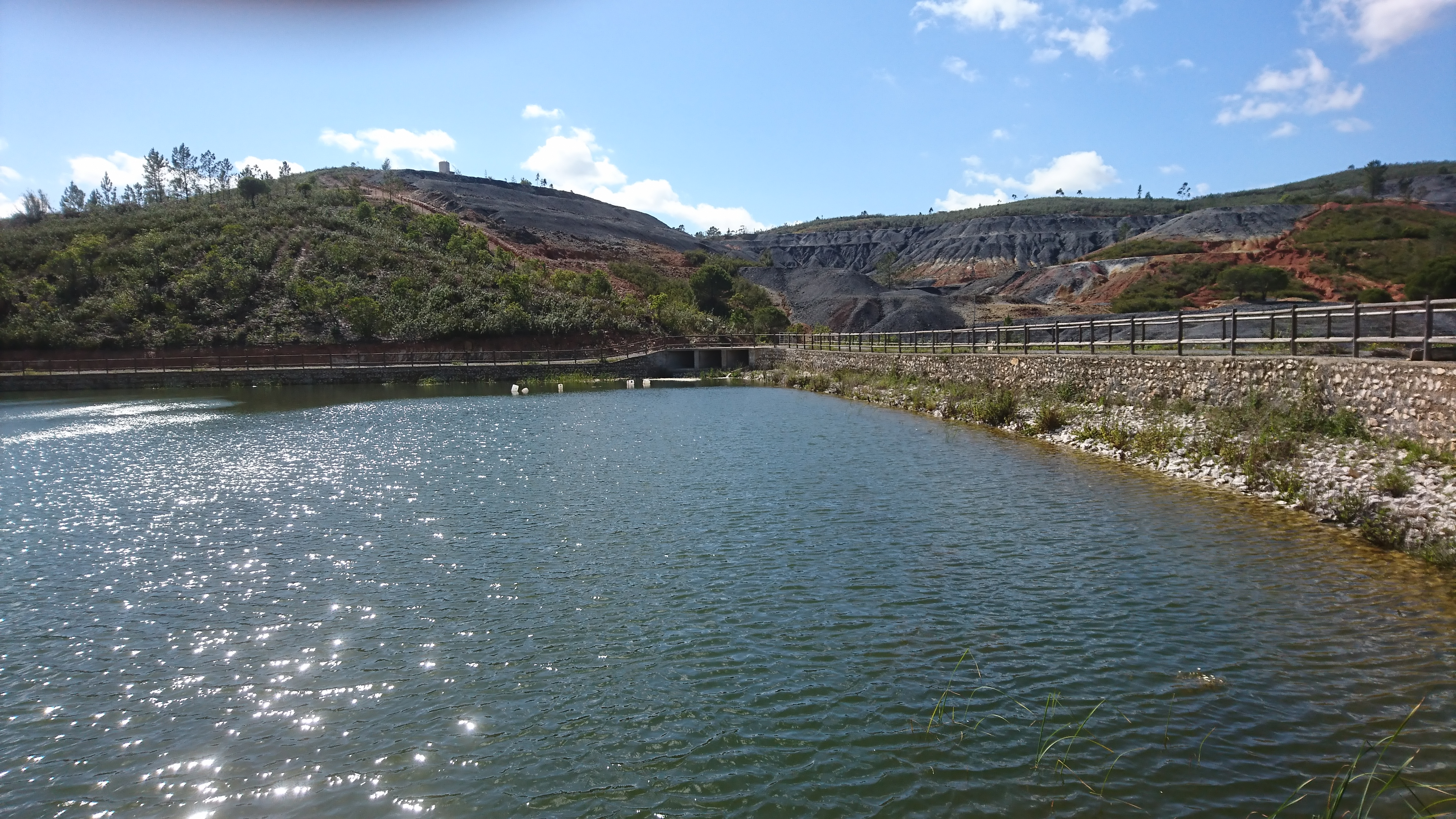
Wasserdamm Açude in Minas da Caveira

Im Jahr 2003 wurden die 'Minas da Caveira' von einem Großbrand heimgesucht, der Großteil des Grundstücks und des Anwesens zerstörte. In den folgenden Jahren wurde das Grundstück fast vollständig mit Korkeichen, Eukalypten und Pinien aufgeforstet.
Im Jahre 2013 hat Minas da Caveira einen neuen Besitzer gefunden. Ein Teil der Ruinen wurden wieder errichtet und nach umfangreichen Arbeiten wurde der Land- und Forstwirtschaftsbetrieb aufgenommen.

## Umwelt

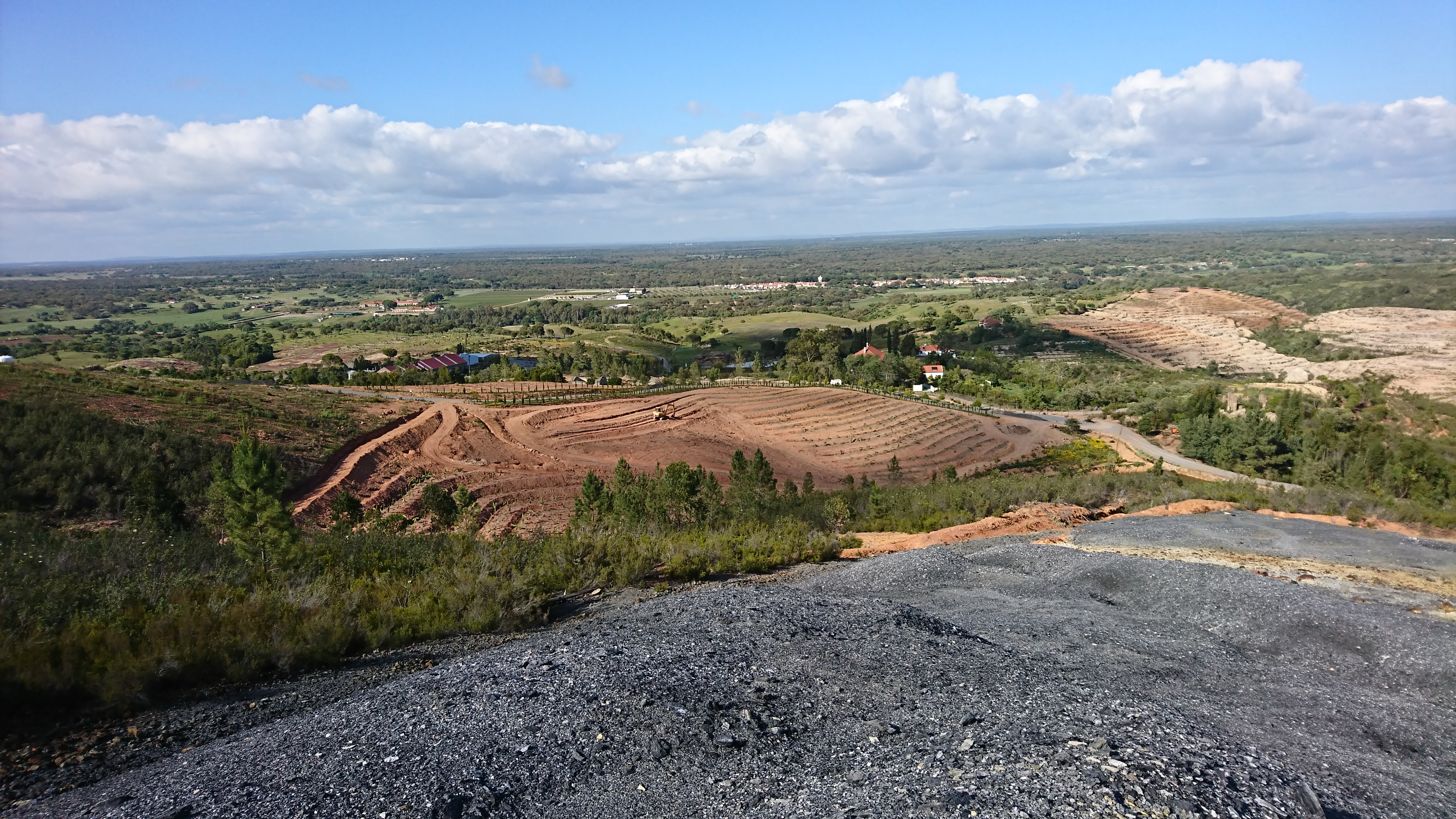
Land- und Forstwirtschaft in Minas da Caveira

Die damaligen Betreiber haben die Mine im Jahre 1966 ohne wesentliche Sanierung verlassen. Die Situation im Hinblick auf die Umweltverschmutzung war unbekannt und beunruhigend. Die aufgehäuften verbrannten Gesteinsreste der Mine sind weithin auf einer Halde sichtbar und werden auf einige Millionen Tonnen geschätzt. Sie enthalten einen hohen Schwefelanteil, aber auch erhebliche Mengen an Kupfer, Silber und Gold. Schwefelkristalle sind heute noch an manchen Stellen sichtbar. Schwefel gelangt bei starkem Regen über die Ribeira de Grândola in den Fluss Sado, die Restmengen sind heute jedoch ohne Bedeutung für die Umwelt:
„Die lokale nicht-dispersive Konfiguration des Entwässerungsnetzes um Caveira scheint nicht einer der Hauptbeschränkungsgründe für die Dispersion von Metallen zu sein. Tatsächlich sollte der Flusstransport metallhaltiger Sedimente zu einer Anomalie mit einem Höhepunkt in der Mine und einem relativ langen Schwanz durch die Ribeira de Grândola führen, der nicht beobachtet wird.“